# Pietraforte

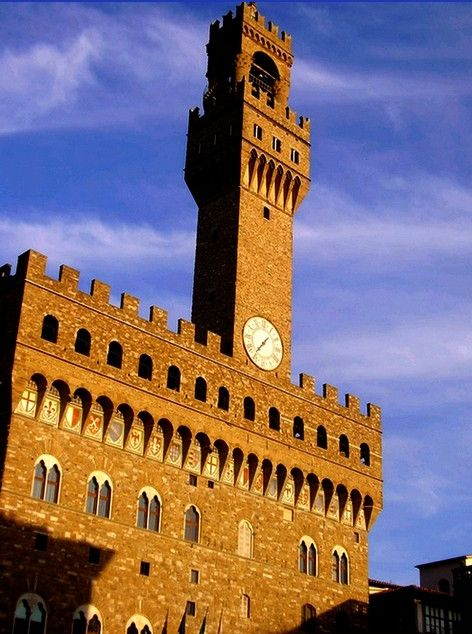
El Palazzo Vecchio, de pietraforte, asume al atardecer su característico color ocre.

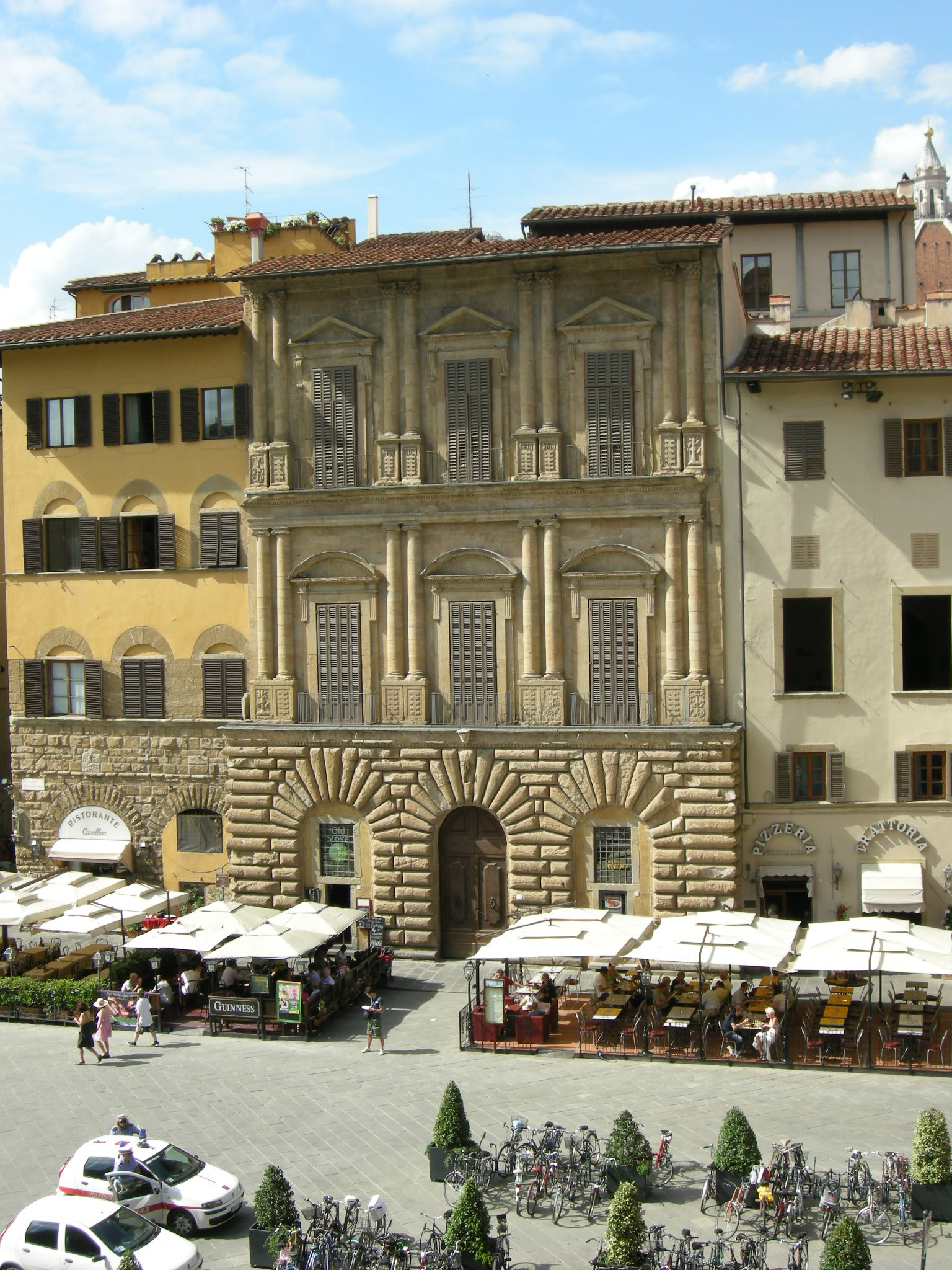
El Palazzo Uguccioni de Florencia presenta un almohadillado de pietraforte en la planta baja que ha sufrido algunos desprendimientos.

La pietraforte o pietra forte (literalmente, piedra fuerte) es una arenisca de grano fino típica de la arquitectura florentina, en uso al menos desde el siglo XI en construcciones civiles y religiosas y también para pavimentos.

## Características

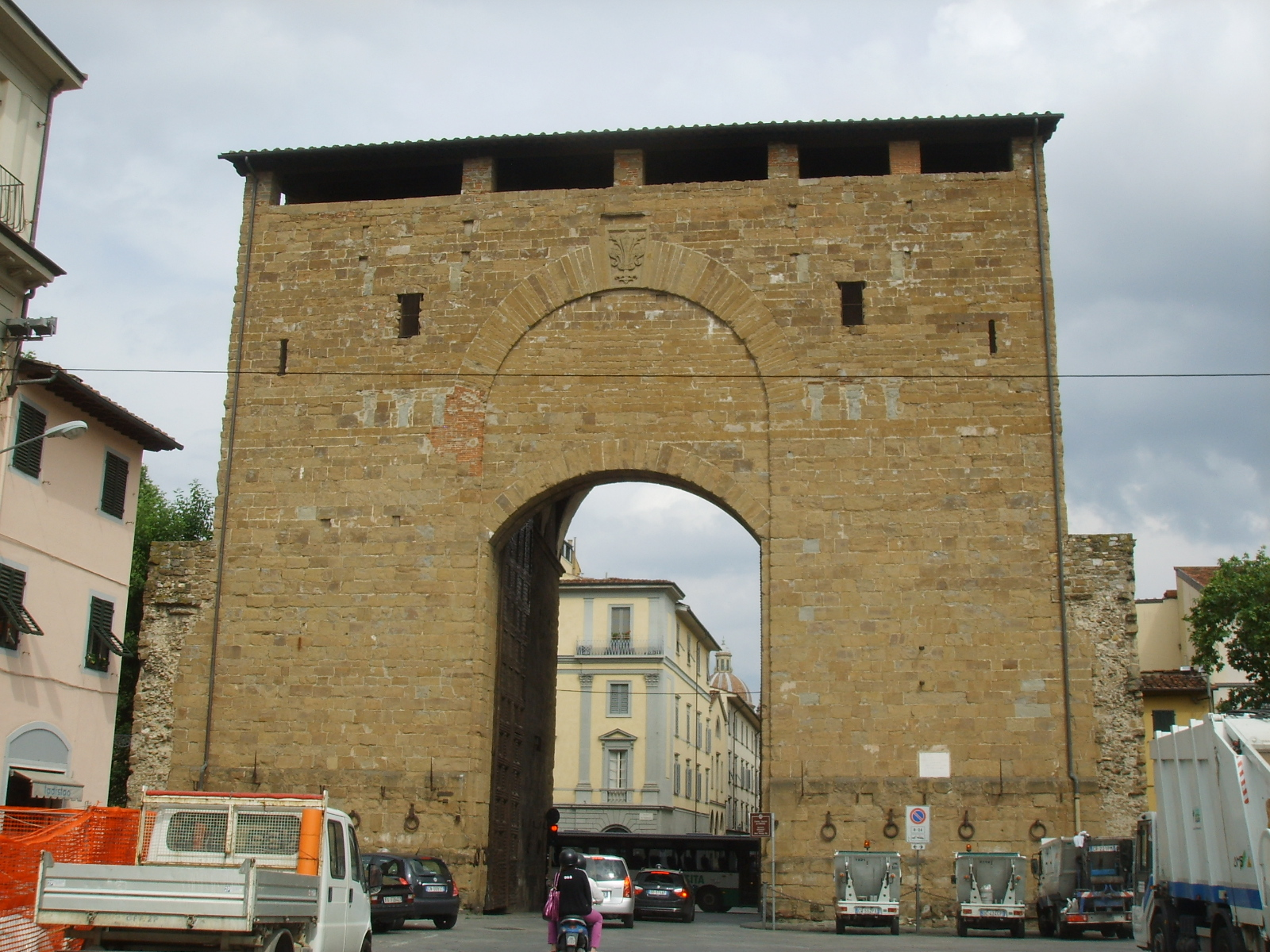
Porta San Frediano, Florencia.

Apreciada por su color marrón-ocre opaco pero no apagado y por su resistencia (de aquí el nombre), tiene una tensión de rotura perpendicular de unos 1400 kg/cm², el doble respecto a la pietra serena. A su extracción en la cantera tiene un color grisáceo, que se transforma en marrón-ocre al contacto con el aire debido a una reacción química del hierro presente en la piedra.
A veces presenta manchas de color gris azuladas y laminaciones con vetas de calcita espática. Puede presentar una degradación a lo largo de las superficies de laminación y tener desprendimientos, incluso consistentes, a lo largo de las vetas de calcita, pero tiene una buena resistencia a los agentes atmosféricos, como demuestran los edificios construidos hace siglos, aunque en los últimos años los agentes químicos contaminantes han acelerado los fenómenos de degradación de las partes expuestas a la vista.

## Extracción

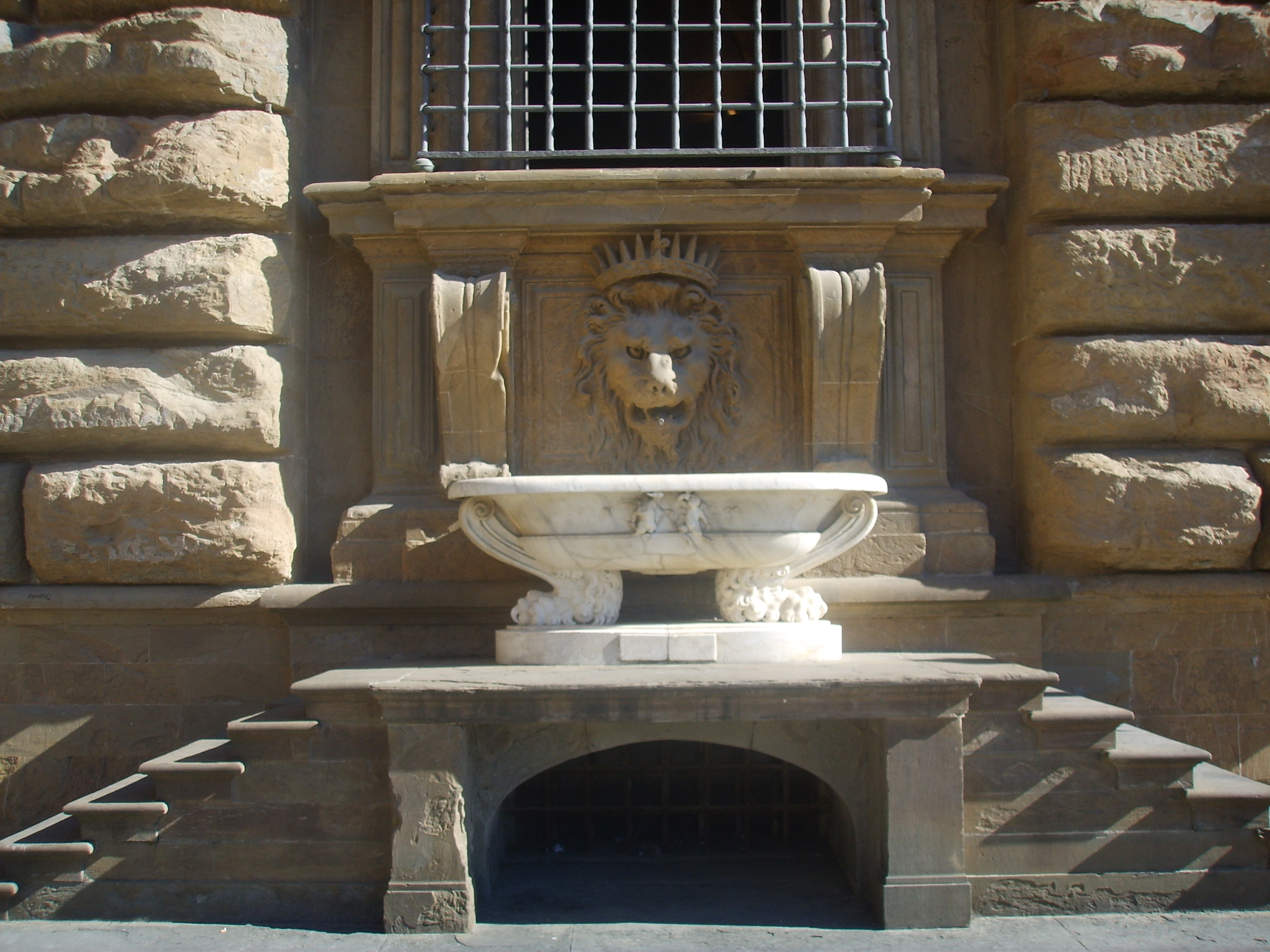
Fuente con una cabeza de león esculpida en la pietraforte sobre la fachada del Palazzo Pitti.

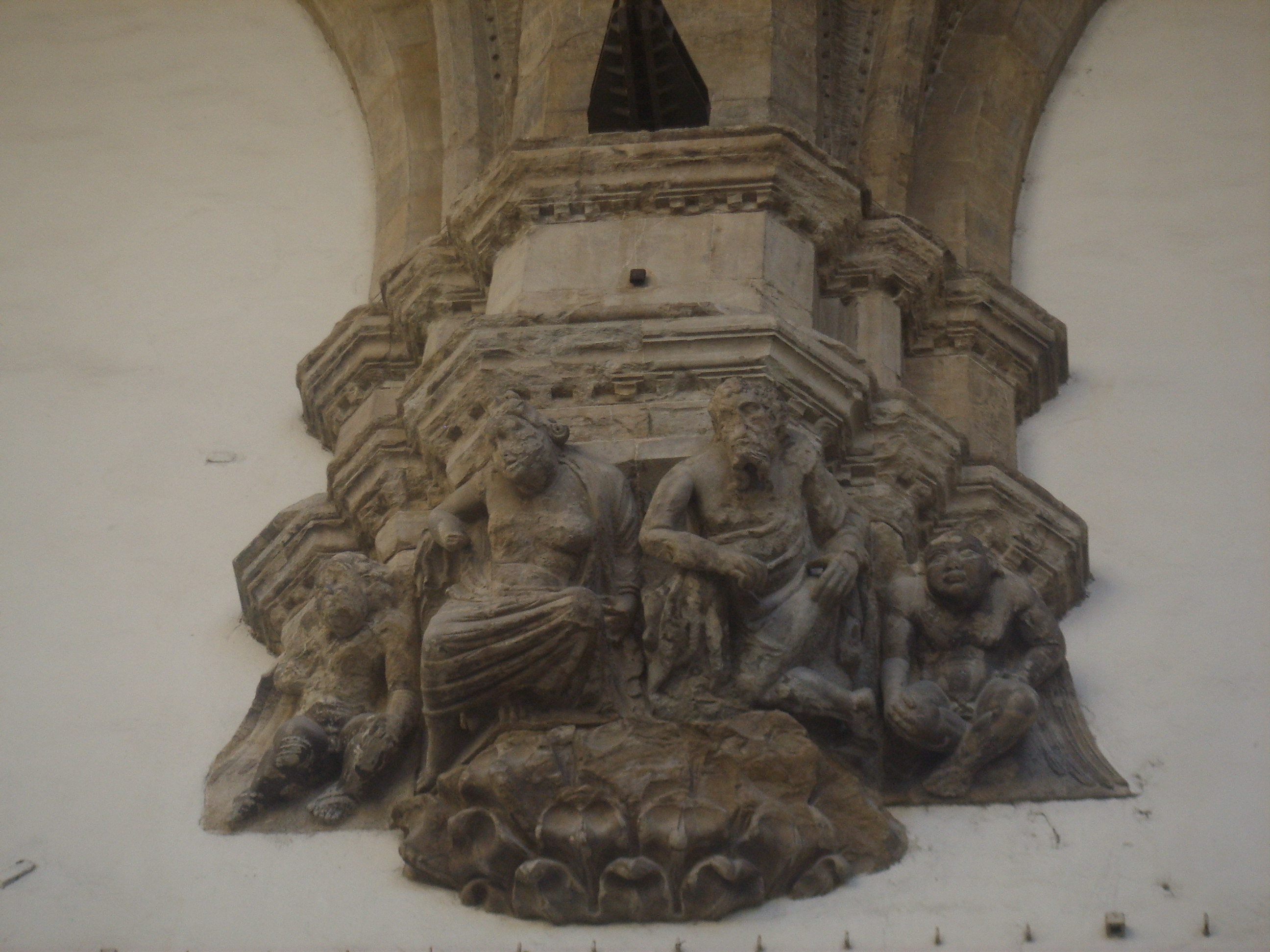
Ménsula de pietraforte esculpida en la Loggia dei Lanzi.

En Florencia las canteras de pietraforte se encontraban en el Jardín de Bóboli, muy cerca de la ciudad, y se usaron desde mucho antes de la construcción del Palazzo Pitti. De este mismo palacio se ha dicho que ya se encontraba bajo tierra, porque las canteras de material estaban bajo sus cimientos, y que había sido suficiente «sacarlo» a la superficie. El anfiteatro de Bóboli se encuentra en la cavidad realizada para extraer el material para el palacio. En Bóboli se reabrió una cantera cuando hubo necesidad de material para restaurar y reconstruir las antiguas torres de Oltrarno tras las destrucciones de 1944.
Hay otras canteras en la Costa San Giorgio, en Monteripaldi, en le Campora (canteras que suministraron el material para la estación de Santa Maria Novella), en Riscaggio y en Greve in Chianti (aún parcialmente activas) y en general al sur del Arno. Fuera de Florencia y sus alrededores, se encuentran piedras con características similares en Santa Fiora (Provincia de Grosseto), en los Monti della Tolfa (Civitavecchia) y en las colinas de Bérgamo.

## Historia y uso
Está documentado un uso mucho más antiguo de esta piedra; en las excavaciones del Palazzo Vecchio han salido a la luz algunas estructuras del teatro de la Florencia romana construidas en pietraforte. El nombre pietraforte fue usado por Giorgio Vasari (1546), Agostino del Riccio (1597), Filippo Baldinucci (1681), Giovanni Targioni Tozzetti (1773)...
En Florencia están construidos en pietraforte, entre otros:
- Ponte Vecchio
- Ponte Santa Trinita
- Ponte alla Carraia
- Palazzo del Bargello
- Palazzo Vecchio
- Palazzo Medici Riccardi
- Palazzo Strozzi
- Palazzo Spini Feroni
- Palazzo Pitti
- Iglesia de San Remigio
- Iglesia de Santa Maria Maggiore
- Iglesia de San Lorenzo
- Fachada de la Iglesia de la Santa Trinidad
- Fachada de la iglesia de San Gaetano
- Estructuras interiores de Santa María del Fiore
- Estructuras interiores de la iglesia de Santa María Novella
- Murallas de Florencia

### Otros usos
La dureza de la pietraforte la hace ideal para la arquitectura pero difícil de esculpir, por lo cual hay solo unos pocos casos de decoraciones arquitectónicas esculpidas en pietraforte. Se pueden citar como ejemplos las cabezas de león en la fachada del Palazzo Pitti, los capiteles de la Loggia dei Lanzi o los de Santa Maria del Fiore.